# Мохаммед Кассеб Аль-Ракад
Мохаммед Кассеб Аль-Ракад (араб. محمد كاسب الرقاد‎, 1967) — иорданский врач, бригадный генерал иорданской Королевской медицинской службы и консультант в области клинической генетики. Он известен своим открытием синдрома Аль-Ракада, носящего его имя.

## Образование
- Степень магистра медицины и хирургии, 09 июня 1991 года. Иорданский университет, медицинский факультет, Амман, Иордания[5].
- Докторантура по клинической генетике, 11 февраля 2011 года. Университет Ньюкасл-апон-Тайна, Великобритания.
- Магистр медицинской генетики, 03 декабря 2004 года, Университет Глазго, Великобритания.
- Иорданский Совет по педиатрии, сентябрь 1997 года, Иорданский медицинский совет.
- Постоянная лицензию на практику педиатрии, Иордания, 1997.
- Постоянная лицензия на медицинскую практику, Иордания, 1992[6].

## Должности и общественная деятельность
- Консультант по клинической генетике в детской больнице королевы Рании Аль-Абдуллы/медицинском центре короля Хусейна, Royal Medical Services, Амман, Иордания.
- Руководитель клинического генетического отделения детской больницы королевы Рании Аль-Абдуллы/Медицинского центра короля Хусейна.
- С 2011 года по совместительству преподает на медицинском факультете Иорданского университета науки и технологий.
- Врач-педиатр полевого госпиталя в Рамаллахе, Палестина; май-июнь 2002 года.
- Директор полевой иорданской больницы в Газе, Палестине; апрель-июль 2013 года.
- Член Иорданской Медицинской Ассоциации.
- Член Иорданской Педиатрической ассоциации.

## Награды
- Военный орден «За заслуги», награжден королем Абдаллой II за вклад в научные исследования, 10 июня 2015 года.
- Медаль НАТО за службу в операциях НАТО в Косово в период с 10 мая 1999 года по 12 февраля 2000 года в качестве врача-педиатра полевого госпиталя.